# Dubove, Teceu
Dubove sau Delureni (în ucraineană Дубове) este o așezare de tip urban din raionul Teceu, regiunea Transcarpatia (Ucraina). În afara localității principale, mai cuprinde satele Nîjnii Duboveț și Verhnii Duboveț.

## Demografie
Componența lingvistică a așezării de tip urban Dubove
     Ucraineană (98,09%)
     Rusă (1,5%)
     Alte limbi (0,38%)
Conform recensământului din 2001, majoritatea populației așezării de tip urban Dubove era vorbitoare de ucraineană (98,09%), existând în minoritate și vorbitori de rusă (1,5%).